# Cyphomyrmex bigibbosus
Cyphomyrmex bigibbosus é uma espécie de inseto do gênero Cyphomyrmex, pertencente à família Formicidae.